# دهي (قرية)
دهي (بالسريانية: ܕܗܐ)‏، (بالكردية: دیێ)‏ هي قرية تقع في وادي سبنا ضمن قضاء العمادية في محافظة دهوك في إقليم كردستان العراق.
يوجد في القرية كنائس عدة منها: مارت شموني، ومار جرجس، ومار قيوما.

## تاريخ القرية
تأسست كنيسة مارت شموني في القرن الخامس، بينما بُنيت كنيسة مار قيوما في القرن العاشر. ومن المحتمل أن سكان دهي كانوا من أتباع كنيسة المشرق منذ زمن بعيد قبل القرن الرابع عشر. وفي عام 1850، كان هناك 10 أسر آشورية تسكن دهي، وكانت لديهم كنيسة واحدة تعمل كجزء من أبرشية برواري.
وفي أعقاب الإبادة الجماعية الآشورية، لجأ الآشوريون من قبيلة طياري (تياري) عليثا واستقروا في دهي في عام 1920. انخفض عدد السكان من 140 شخصًا في عام 1933 إلى 29 شخصًا في عام 1938. وسجل التعداد العراقي لعام 1957 292 نسمة، وارتفع العدد إلى 615 شخصًا، مع 100 عائلة، بحلول عام 1961. أدى اندلاع النزاع العراقي الكردي في عام 1961 إلى تدمير كبير للقرية في السنوات التالية، وتم تدميرها بالكامل خلال حملة الأنفال في عام 1988، مما أجبر 50 عائلة على الفرار.
بعد ذلك، عادت 20 عائلة إلى دهي بعد إنشاء مناطق حظر الطيران العراقية في أعقاب الانتفاضة الشعبانية عام 1991. وفي عام 2003، تعرضت هذه العائلات لمصادرة غير قانونية لأراضيهم من قبل الأكراد. وقد قامت اللجنة العليا لشؤون المسيحيين ببناء 56 منزلًا وتطوير بنية القرية التحتية بحلول عام 2012، حيث كانت القرية مأهولة في ذلك العام بـ 250 من أتباع كنيسة المشرق الآشورية. وفي ليلة 13 يوليو 2016، تعرضت القرية لأضرار جسيمة بسبب حريق؛ وأشار القرويون إلى أن رجال الإطفاء لم يبذلوا أي جهد لإخماد الحريق.

## فهرس
- Donabed، Sargon George (2010). Iraq and the Assyrian Unimagining: Illuminating Scaled Suffering and a Hierarchy of Genocide from Simele to Anfal (PDF). مؤرشف من الأصل (PDF) في 2024-11-30.
- Donabed، Sargon George (2015). Reforging a Forgotten History: Iraq and the Assyrians in the Twentieth Century. Edinburgh University Press.
- Eshoo، Majed (2004). The Fate Of Assyrian Villages Annexed To Today's Dohuk Governorate In Iraq And The Conditions In These Villages Following The Establishment Of The Iraqi State In 1921 (PDF). ترجمة: Mary Challita. مؤرشف من الأصل (PDF) في 2024-05-16.
- Hanna، Reine؛ Barber، Matthew (2017). Erasing Assyrians: How the KRG Abuses Human Rights, Undermines Democracy, and Conquers Minority Homelands (PDF). Assyrian Confederation of Europe. مؤرشف من الأصل (PDF) في 2023-01-15. اطلع عليه بتاريخ 2024-10-28.
- Khan، Geoffrey (2008). The Neo-Aramaic Dialect of Barwar. Brill.
- Wilmshurst، David (2000). The Ecclesiastical Organisation of the Church of the East, 1318–1913. Peeters Publishers.

37°08′03″N 43°10′44″E / 37.134074°N 43.178976°E